# Марусенька
«Марусенька» («На речке, на речке, на том бережочке…») — русская народная песня, записанная в XVIII веке.

## Сюжет
Замужняя женщина по имени Маруся рано утром моет в реке свои ноги. Ей мешают гуси, мутя воду, и она их прогоняет, так как хочет скорее вернуться домой, до того, как её отсутствие ночью заметят родители мужа и начнут её ругать, обвиняя в измене.
По мнению лингвиста, В. Г. Кульпиной, Маруся — красивая женщина, так как, хотя в песне и не описывается её внешность, указывается, что у неё «белые ноги», что в русском языке является положительной оценкой женской привлекательности.

## Текст песни
Текст песни впервые был записан в XVIII веке в рукописном сборнике, а в 1902 году был переиздан академиком А. И. Соболевским. Песня исполнялась разными исполнителями, со временем текст песни немного изменялся:
| Рукописный сборник XVIII века, Соболевский (1902) | Лопырёва (1955), Котикова (1966) | Сёстры Фёдоровы (1959), Леонов (1965) | Выходцев (1990) |
| --- | --- | --- | --- |
| На реке-реке, на тихом Дунае. Мыла Марусенька белыя ножки. Набело мыла, приморозила. Прилетали ко Марусе гуси, Возмутили у Маруси воду. Шиште вы, гуси, во зелены лузи. Шишь, полетите, воды не мутите! Станет Марусеньку свекор бранити. Свекор бранити, свекровка журити! | Ha речке, на речке, на том бережочке Мыла Марусенька белые ноги, Мыла Марусенька белые ноги Мыла, белила, сама говорила, Мыла, белила, сама говорила. Плыли к Марусеньке серые гуси, Плыли к Марусеньке серые гуси, Серые гуси, лазоревы уши. —Шиш-ма, летите, воды не смутите, Шиш-ма, летите, воды не смутите. Будет Марусеньку свекор бранити, Будет Марусеньку свекор бранити, Свекор бранити, свекровка журити, Свекор бранити, свекровка журити: «Где ж ты, Марусенька, долго ходила? Где ж ты, Марусенька, долго ходила, Долго ходила, кого полюбила?» | На речке, на речке, на том бережочке Мыла Марусенька белые ноги, Мыла Марусенька белые ноги Белые ноги, лазоревы очи. Плыли к Марусеньке серые гуси, Кыш вы, летите, воды не мутите, Воды не мутите, свекра не будите, Свекор Марусеньку будет бранити. Свекор бранити, свекрова журити, «Где ж ты, Марусенька, долго гуляла? Где ж ты, Марусенька, долго гуляла, Долго гуляла, кого ожидала?» | На речке, на речке, на том бережочке, Ой, мыла Марусенька белое платье. Мыла Марусенька белое платье, Она мылась, белилась, ой, говорила, Ой, мыла, белила, с собой говорила. Ой, приплыли к Марусеньке белые гуси, Приплыли к Марусеньке белые гуси: «Ой вы, гуси, гуси — лазоревы очи, Сколько хотите, то пейте, воды не мутите. Сколько хотите, плывите, воды не мутите». Ой, папаша с мамашей мне говорили: «Ой, Марусенька, Маруся — несчастное имя, Ой, Марусенька, Маруся — несчастное имя, Ой, кого ж ты любила, навек позабыла На речке, на речке, на том бережке». |

## Культурное влияние
Песня вошла в состав большого числа других произведений русскоязычной культуры.

### В поэзии
- В поэме Маргариты Алигер «Зоя» (1942)[9] песню «Марусенька» постоянно напевает Зоя Космодемьянская.
- В стихотворении поэта Виктора Максимова «Рождение русской классики» (1989)[10] сюжет песни постмодернистски переосмысливается в стиле мифа — земная женщина Марусенька омывает свои ноги в реке Лета и становится «Галатеей наоборот»[11].
- В стихотворении Т. Белозёрова «Семья» сюжет песни переделан на противоположный, Марусеньку ждут не злые свёкор со свекровью, а её собственные мать и отец[12].

### В кино
Однако наиболее известна и популярна песня стала после включения её исполнения во множество советских и российских фильмов. Впервые в кино песня звучит в фильме Игоря Таланкина «Вступление» (1963), где её исполняют Нина Ургант и Анна Заржицкая. А с 1965 года эту песню стал традиционно включать в свои фильмы Георгий Данелия, где её преимущественно исполнял Евгений Леонов:
- 1965 — Тридцать три — исполнители Е. Леонов и хор[7].
- 1967 — Маляр (короткометражный для киножурнала «Фитиль» № 63, а также № 87 1969 год, сюжет «Во имя науки») — исполнитель Е. Леонов[14].
- 1968 — Не горюй! — исполнители Е. Леонов, В. Кикабидзе и грузинский хор[15].
- 1975 — Афоня — исполнители Л. Куравлёв и Е. Леонов[16].
- 1977 — Мимино — мотив песни насвистывает В. Басов[17].
- 1979 — Осенний марафон — исполнители Е. Леонов и Н. Кухинке[18].
- 1982 — Слёзы капали — исполняет хор[19].
- 1986 — Кин-дза-дза! — исполнитель Е. Леонов[20].
- 1991 — Паспорт — исполняет хор[21].
- 1993 — Настя — исполняет Л. Долина[22].

Как вспоминал Г. Данелия: 
Когда снимали в «Тридцать три» сцену «выступление хора завода безалкогольных напитков», я попросил Леонова спеть «Марусеньку», – это была единственная песня, слова которой я знал до конца. А запомнил я её так: в архитектурном институте на военных сборах тех, кто участвовал в самодеятельности, освобождали от чистки оружия. Но пока я раздумывал, куда податься, все места уже были забиты, – не хватало только басов в хоре. Я пристроился в басы и неделю в заднем ряду старательно открывал рот. Разучивали песню «Мыла Марусенька». А потом пришел капитан (он же хормейстер) и стал проверять каждого в отдельности. Из хора меня тут же вышибли, но слова я запомнил на всю жизнь.

Леонов так спел эту песню, как мог спеть только он один. И мне захотелось, чтобы она звучала везде. В картине «Кин-дза-дза» её поет даже инопланетянин Уэф.Г. Данелия, «Безбилетный пассажир» (2003)
В исполнении Е. Леонова песня попала не только в фильмы Г. Данелии, но и в фильмы других режиссеров. Так, она звучит в короткометражном фильме «Во имя науки» киножурнала «Фитиль» (1969, реж. А. Бобровский) и в художественном фильме «Американский дедушка» (реж. И. Щёголев, 1993). После смерти Евгения Леонова в 1994 году Георгий Данелия перестал включать в свои фильмы эту песню; когда он снимал «Фортуну» (2000) Вахтанг Кикабидзе и Алексей Петренко очень просили разрешить им спеть в кадре «Марусеньку», но Данелия не разрешил, так как Леонова больше нет.

### Изобразительное искусство

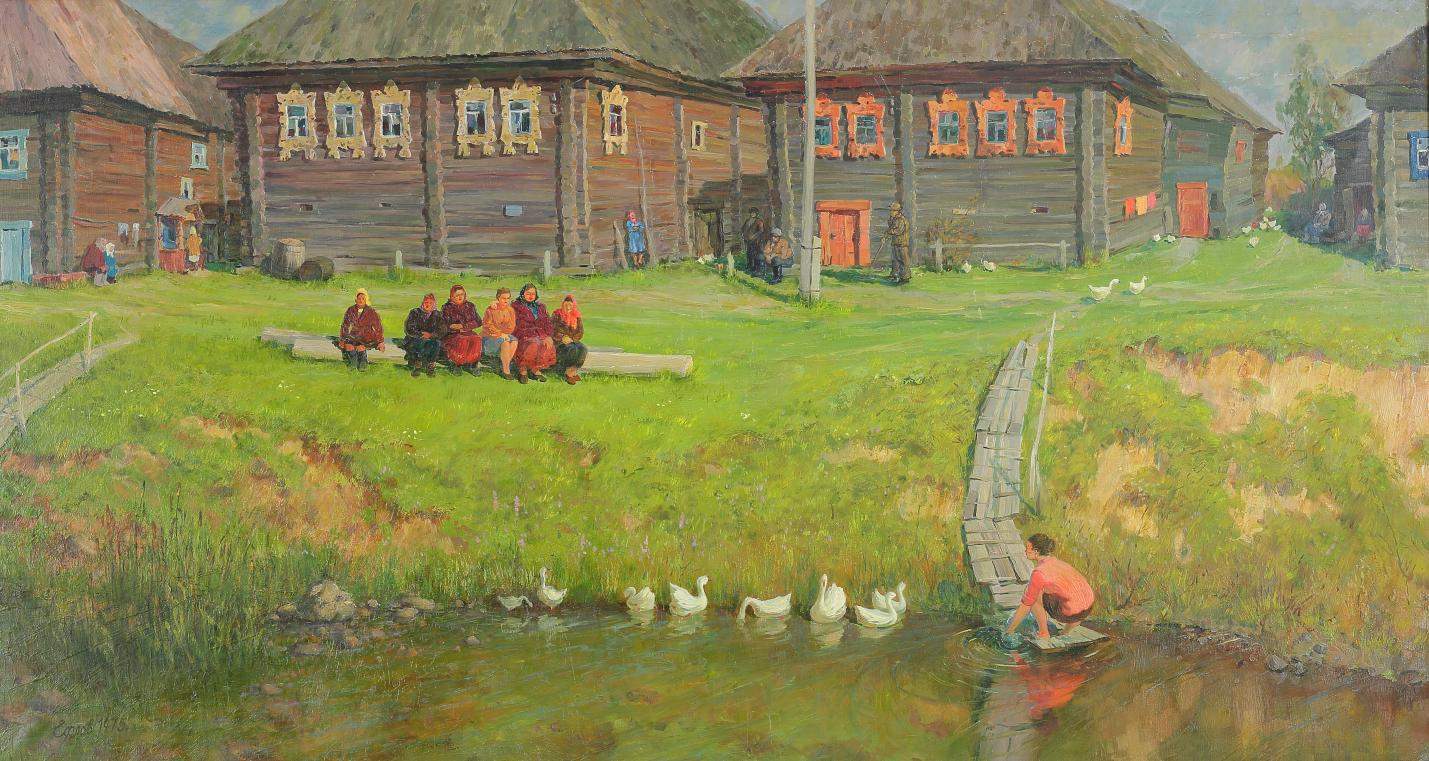
Б. А. Ефлов. «На речке, на речке…», 1975

- В 1969 году художник В. П. Пензин создал линогравюру «На речке, на речке, на том бережочке мыла Маруся белые ноженьки»; в настоящее время гравюра хранится в «Оренбургском областном музее изобразительных искусств»[27].
- В 1975 году художник Б. А. Ефлов написал картину «На речке, на речке…».
- В 1986 году художник В. М. Ходов написал картину «Мыла Марусенька белые ноги» в жанре Палехской миниатюры; это изображение было использовано для крышек советских пудрениц[28].